# Арґайл (фільм)
«Арґайл» (англ. Argylle) — шпигунський фільм режисера і продюсера Метью Вона за сценарієм Джейсона Фукса. У ролях: Генрі Кевілл, Сем Роквелл, Брайс Даллас Говард, Браян Кренстон, Кетрін О'Гара, Джон Сіна, Семюел Л. Джексон та Дуа Ліпа.

## Синопсис
Авторка-відлюдник, яка пише шпигунські романи про таємного агента і глобальний шпигунський синдикат, усвідомлює, що сюжет нової книги, яку вона пише, починає віддзеркалювати реальні події.

## У ролях
| Актор                      | Роль                      |
| -------------------------- | ------------------------- |
| Генрі Кевілл Луїс Партрідж | Арґайл                    |
| Сем Роквелл                | Ейдан                     |
| Брайс Даллас Говард        | Еллі Конвей               |
| Браян Кренстон             | Ріттер                    |
| Кетрін О'Гара              | Рут, мати Еллі            |
| Джон Сіна                  | Ваятт                     |
| Семюел Лірой Джексон       | Альфред Соломон           |
| Дуа Ліпа                   | ЛаГранж                   |
| Аріана Дебоз               | Кіра                      |
| Софія Бутелла              | Саба Аль-Бадр / Хранитель |
| Роб Ділейні                | Павелл                    |
| Річард Грант               | Фаулер                    |
| Бен Деніелс                | бармен                    |

## Виробництво
У червні 2021 року було оголошено, що Метью Вон режисеруватиме і продюсуватиме фільм «Аргайл». У липні 2021 року повідомлялося, що сценарій британсько-американського проєкту буде написаний Джейсоном Фуксом як адаптація однойменного роману 2022 року Еллі Конвей, а головні ролі виконають Генрі Кевілл, Сем Роквелл, Брайс Даллас Говард, Браян Кренстон, Кетрін О'Гара, Джон Сіна та Семюел Л. Джексон. Співачка та модель Дуа Ліпа дебютує як акторка у фільмі, а також надасть оригінальну музику для заголовної композиції. У серпні права на розповсюдження фільму були продані Apple TV+ за 200 мільйонів доларів.
Зйомка розпочалася в Лондоні у серпні 2021 року і проходитиме в різних місцях Європи.

## Випуск
Випуск фільму у широкий прокат відбувся 1 лютого 2024 року.

## Зовнішні посилання
- Арґайл на сайті IMDb (англ.)